# Amanita altipes
Amanita altipes là một loài nấm tán được tìm thấy trong đất chứa gỗ của các loài tùng bách (Abies, Picea) và cây lá rộng (Betula, Quercus, Salix) ở miền tây nam Trung Quốc lên đến độ cao 4.000 m. Tên 'altipes' ám chỉ thân cây nấm dài.